# Рутульская письменность
Рутульская письменность — письменность, используемая для записи рутульского языка. В России функционирует с 1990 года на кириллической графической основе, в Азербайджане с 2013 года — на латинской.

## Предыстория

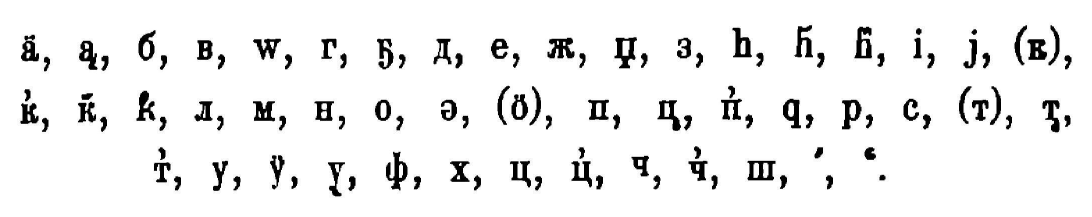
Рутульский алфавит, предложенный А. Дирром

Известны примеры приспособления арабского письма для записей текстов на рутульском языке — в частности, текст песни ашуга Кор Раджаба, написанный на ихрекском диалекте в конце XVIII века.
В 1911 году российским лингвистом А. М. Дирром был опубликован первый грамматический очерк рутульского языка с приложением текстов и словника. В этом труде им был использован кириллический алфавит, созданный по образцу алфавитов для других кавказских языков, составленных во второй половине XIX века П. К. Усларом. Алфавит, предложенный Дирром, включал следующие буквы: а, ӓ, ą, б, в, ԝ, г, ҕ, д, е, ж, џ, з, һ, һ̆, һّ, і, ј, (к), ӄ, к̓, кّ, k, л, м, н, о, ә, (ӧ), п, ҧ, ԛ, р, с, (т), ꚋ, т̓, у, ӱ, у̨, ф, х, ц, ц̓, ч, ч̓, ш, ʼ, ٴ.
Вопрос о создании рутульской письменности был поднят после установления в Дагестане советской власти. ЦИК Дагестанской АССР 7-го созыва на 5-й сессии поручил народному комиссариату просвещения и Институту дагестанской культуры изучить возможность создания рутульского алфавита и учебной литературы. Работу по созданию алфавита в 1930-е году вёл советский лингвист А. Н. Генко, но в итоге создание рутульской письменности было признано нецелесообразным и рутульский язык остался бесписьменным. В результате до 1952 года языком образования рутульцев был азербайджанский язык, затем русский, а в качестве письменного средства общения рутульцы пользовались азербайджанским, лезгинским и русским языками.

## Кириллица
Рутульская письменность была создана в 1990 году на кириллической графической основе. Авторами алфавита были сотрудники Дагестанского университета К. Э. Джамалов и С. М. Махмудова. В основу создаваемого литературного языка был положен мухадский говор. Статус рутульского языка как письменного был узаконен постановлением Совета министров Дагестанской АССР от 10 августа 1990 года. В первоначально утверждённой версии алфавита отсутствовал диграф Дз дз, однако уже в первой книге на рутульском языке — букваре С. М. Махмудовой, вышедшем в 1992 году — он используется.
Современный рутульский алфавит включает следующие буквы:
| А а   | АӀ аӀ | Б б   | В в   | Г г   | Гъ гъ | Гь гь | ГӀ гӀ | Д д   | Дж дж | Дз дз |
| Е е   | Ё ё   | Ж ж   | З з   | И и   | Й й   | К к   | Къ къ | Кь кь | КӀ кӀ | Л л   |
| М м   | Н н   | О о   | П п   | ПӀ пӀ | Р р   | С с   | Т т   | ТӀ тӀ | У у   | Уь уь |
| УӀ уӀ | Ф ф   | Х х   | Хъ хъ | Хь хь | Ц ц   | ЦӀ цӀ | Ч ч   | ЧӀ чӀ | Ш ш   | Щ щ   |
| Ъ ъ   | Ы ы   | ЫӀ ыӀ | Ь ь   | Э э   | Ю ю   | Я я   |       |       |       |       |

Буквы АӀ аӀ, УӀ уӀ, ЫӀ ыӀ обозначают фарингализованные гласные, Дж дж, Дз дз — аффрикаты, КӀ кӀ, ПӀ пӀ, ТӀ тӀ, ЦӀ цӀ, ЧӀ чӀ — абруптивы, Гъ гъ — задненёбный спирант, Къ къ, Кь кь — фарингальные взрывные звуки.
Этот алфавит изучается в начальной и основной школе в районах компактного расселения рутульцев, на нём выходит художественная и учебная литература и газета «Рутульские новости» (рут. МыхаӀбишды цӀинды хабарбыр). Вместе с тем существуют и альтернативные варианты рутульского кириллического алфавита. Так, в «Рутульско-русском словаре» К. Э. Джамалова и С. А. Самедова дополнительно используется диграф Аь аь для отображения «умлаутированного» краткого гласного. В литературном стандарте этот звук записывается либо как О о, либо как АӀ аӀ. Также отмечается необходимость дополнения рутульского алфавита диграфом ХӀ хӀ для обозначения щелевого фарингального звука. Сейчас слова, которые могли бы писаться как «хIарам», «хIалал», записываются как «гьаIрам», «гьаIлал».

## Латиница
Письменность для рутульцев Азербайджана была разработана в 2013 году на основе диалекта села Шин, предпринимаются попытки по её внедрению. При разработке этого алфавита предлагалось записывать фарингализованный гласный [ɨˤ] знаком ı;. Также составители алфавита предлагали более логически стройную систему обозначения заднеязычных согласных, но она была отвергнута как не совпадающая с системой, принятой в азербайджанском алфавите.
Рутульский алфавит в Азербайджане включает следующие буквы:
| A a | AӀ aӀ | B b   | C c | Ç ç   | Çʼ çʼ | D d   | E e   | Ә ә     | F f |
| G g | Gʼ gʼ | Gh gh | Ğ ğ | H h   | X x   | Xh xh | I ı   | IӀ ıӀ   | İ i |
| J j | K k   | Kʼ kʼ | Q q | Qʼ qʼ | Qh qh | L l   | M m   | N n     | O o |
| P p | Pʼ pʼ | R r   | S s | Ş ş   | T t   | Tʼ tʼ | Ts ts | Tsʼ tsʼ | U u |
| Ü ü | UӀ uӀ | V v   | Y y | Z z   | ʼ     |       |       |         |     |

## Таблица соответствия алфавитов
| МФА | Кириллица | Латиница | МФА | Кириллица | Латиница |
| --- | --------- | -------- | --- | --------- | -------- |
| ɑ   | A a       | A a      | o   | О о       | O o      |
| ɑˤ  | АӀ аӀ     | AӀ aӀ    | p   | П п       | P p      |
| æ   | Аь аь     | Ə ə      | p'  | ПӀ пӀ     | P' p'    |
| b   | Б б       | B b      | r   | Р р       | R r      |
| ʋ   | В в       | V v      | s   | С с       | S s      |
| g   | Г г       | G g      | t   | Т т       | T t      |
| h   | Гь гь     | H h      | t'  | ТӀ тӀ     | T' t'    |
| ʁ   | Гъ гъ     | Ğ ğ      | u   | У у       | U u      |
| ɣ   | ГӀ гӀ     | Gh gh    | y   | Уь уь     | Ü ü      |
| d   | Д д       | D d      | uˤ  | УӀ уӀ     | UӀ uӀ    |
| d͡ʒ  | Дж дж     | C c      | f   | Ф ф       | F f      |
| e   | Е е       | E e      | χ   | Х х       | X x      |
| ʒ   | Ж ж       | J j      | x   | Хь хь     | Xh xh    |
| z   | З з       | Z z      | q   | Хъ хъ     | Qh qh    |
| i   | И и       | İ i      | t͡s  | Ц ц       | Ts ts    |
| j   | Й й       | Y y      | t͡s' | ЦӀ цӀ     | Ts' ts'  |
| k   | К к       | K k      | t͡ʃ  | Ч ч       | Ç ç      |
| q'  | Кь кь     | Q' q'    | t͡ʃ' | ЧӀ чӀ     | Ç' ç'    |
| ɢ   | Къ къ     | Q q      | ʃ   | Ш ш       | Ş ş      |
| k'  | КӀ кӀ     | K' k'    | ʔ   | Ъ ъ       | '        |
| l   | Л л       | L l      | ɨ   | Ы ы       | I ı      |
| m   | М м       | M m      | ɨˤ  | ЫӀ ыӀ     | IӀ ıӀ    |
| n   | Н н       | N n      |     |           |          |

## Образец текста
| Кириллица | Латиница | Русский перевод |
| --- | --- | --- |
| Баладбыр чалыш дишир а ихьды арыди йишид кардымыклаа ихтилат хитӀес Ес гьа кардымыклаа гьацӀыри шийидешдаа на Илагьиед Гафдид къаривышешдаа, гьадыыла за ки, гьӀурметли Феофил, вы бадаана кихьиси хъуд хъуна ихтилат, сиене хьураа хъуъ дуьз йиъиме гакъара, вас хӀаӀр гьаъад чӀилмыы вы инаамиш йишин бадаана. | Baladbır çalış dişir a ixhdı arıdi yişid karımıklaa ixtilat xit'es Es ha karımıklaa hats'ıri şiyideşdaa na İlahied Gafdid qarivışeşdaa, hadııla za ki, huӀrmetli Feofil, vı badaana kixhisi qhud qhuna ixtilat, siene xhuraa qhu' düz yi'ime gaqara, vas haӀr ha'ad ç'ilmıı vı inaamiş yişin badaana. | Как уже многие начали составлять повествования о совершенно известных между нами событиях, как передали нам то́ бывшие с самого начала очевидцами и служителями Слова, то рассудилось и мне, по тщательном исследовании всего сначала, по порядку описать тебе, достопочтенный Феофил, чтобы ты узнал твердое основание того учения, в котором был наставлен. |